# مراد مكرم
مراد مكرم (16 أبريل 1975 - ) مذيع وممثل مصري. 

## حياته
عمل في البداية بشبكة قنوات النيل، ثم انتقل بعدها لتقديم البرامج بشبكة قنوات ART، حظي بشعبية كبيرة من خلال البرنامج التليفزيوني (الأكيل) على قناة CBC سفرة الذي يقيم فيه المطاعم والأكلات، كانت بدايته مع التمثيل عام 2009 من خلال فيلم (أيام صعبة)، ومن بعدها شارك في عدة أفلام من أبرزها: (حد سامع حاجة، أيام صعبة) ومسلسلات (ريش نعام، سرايا عابدين، فوق مستوى الشبهات). وايضا مسلسل ( الغرفة 207 ) الذي يعرض حاليا.

## أعماله الفنية

### أفلام
- حد سامع حاجة 2009
- أيام صعبة 2009
- عشان خارجين 2016
- بث مباشر 2018
- حسن المصري 2023

## مسلسلات
- صوت وصورة 2023.
- رانيا وسكينة 2022.
- الغرفة ٢٠٧ 2022.
- ليه لأ 2 2021.
- احسن أب (مسلسل ) 2021
- شبر ميه 2019
- للحب فرصة أخيرة 2018
- بالحجم العائلي 2018
- كلبش 2017.
- الحساب يجمع 2017.
- ارض جو 2017.
- فوق مستوى الشبهات 2016.
- سرايا عابدين 2014.
- فيفا أطاطا 2014.
- إبن موت 2012.
- ريش نعام 2010.
- سر الهي 2024

- مقدم برنامج «الاكيل» الشهير، مما ساهم في زيادة الشهرة للمطاعم المصرية، لغاية دعم السياحة في مصر
- للحب فرصة اخيرة مع الفنانة داليا البحيرى 2018.[3]

## وصلات خارجية
- مراد مكرم على موقع IMDb (الإنجليزية)
- مراد مكرم على موقع الدهليز
- مراد مكرم على موقع قاعدة بيانات الأفلام العربية
- مراد مكرم على موقع قاعدة بيانات الفيلم (الإنجليزية)